# Haberfield
Haberfield – geograficzna nazwa dzielnicy (przedmieścia), położona na terenie samorządu lokalnego Ashfield, wchodzącego w skład aglomeracji Sydney, w stanie Nowa Południowa Walia, w Australii.

## Galeria

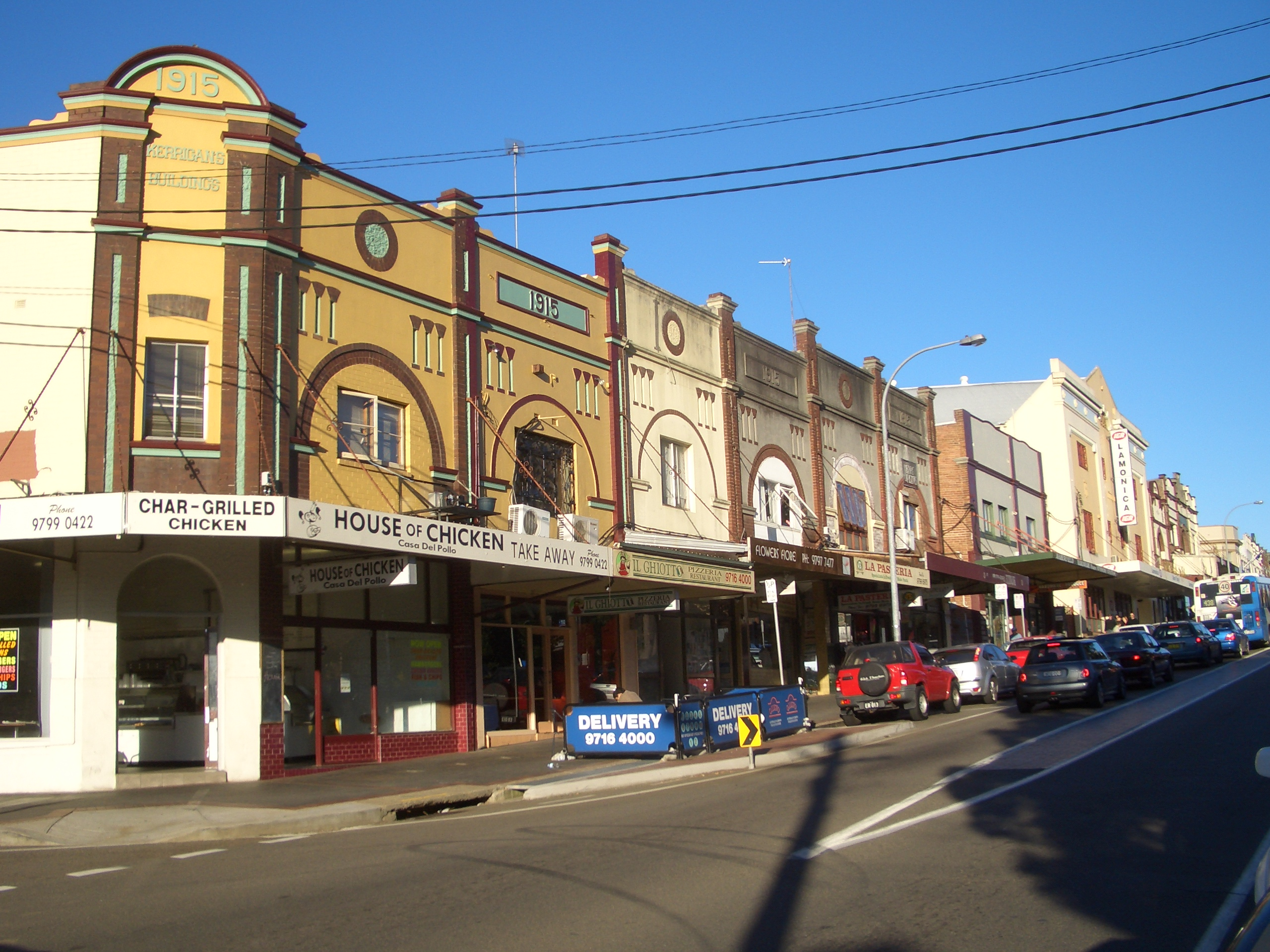
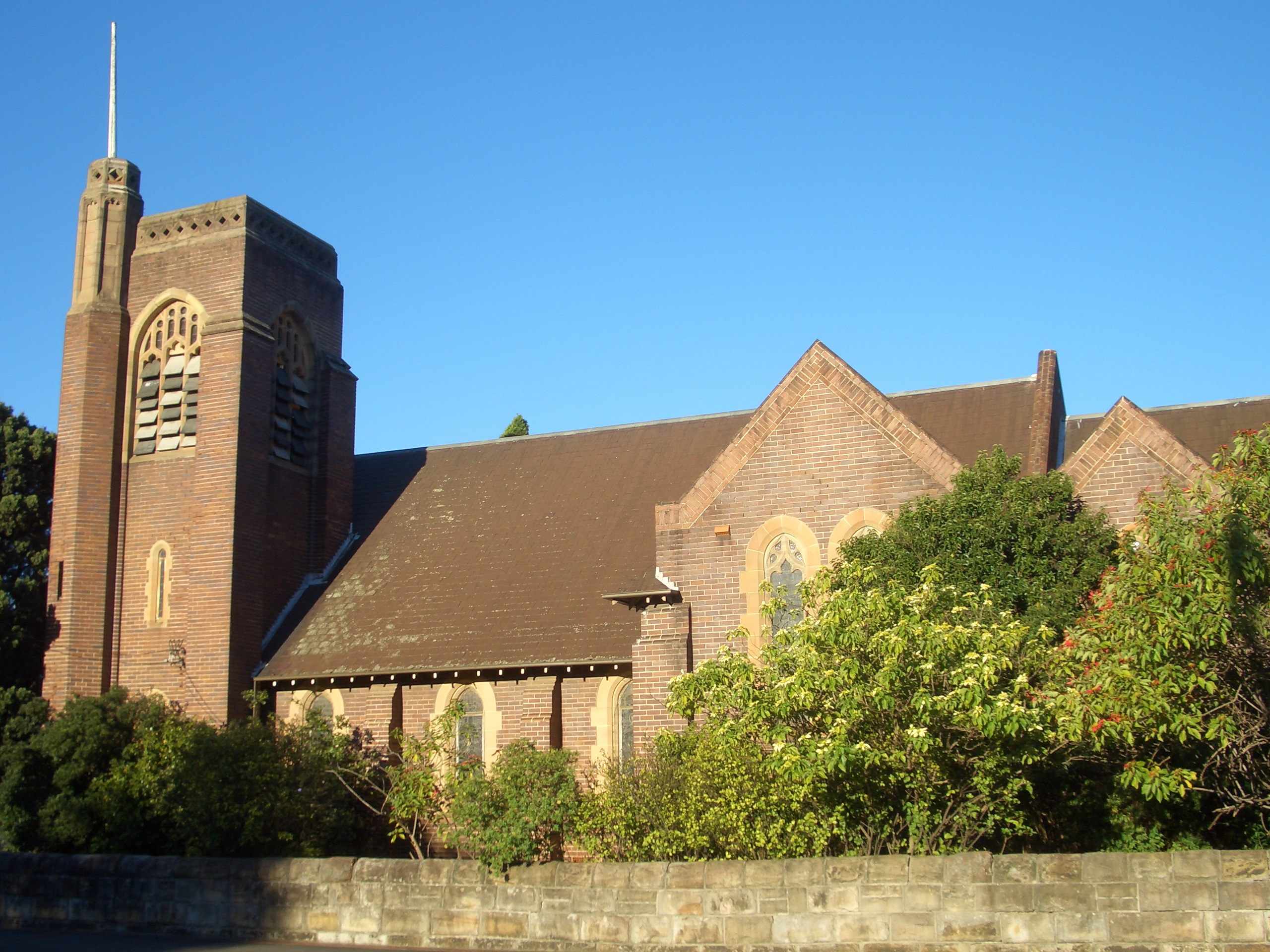
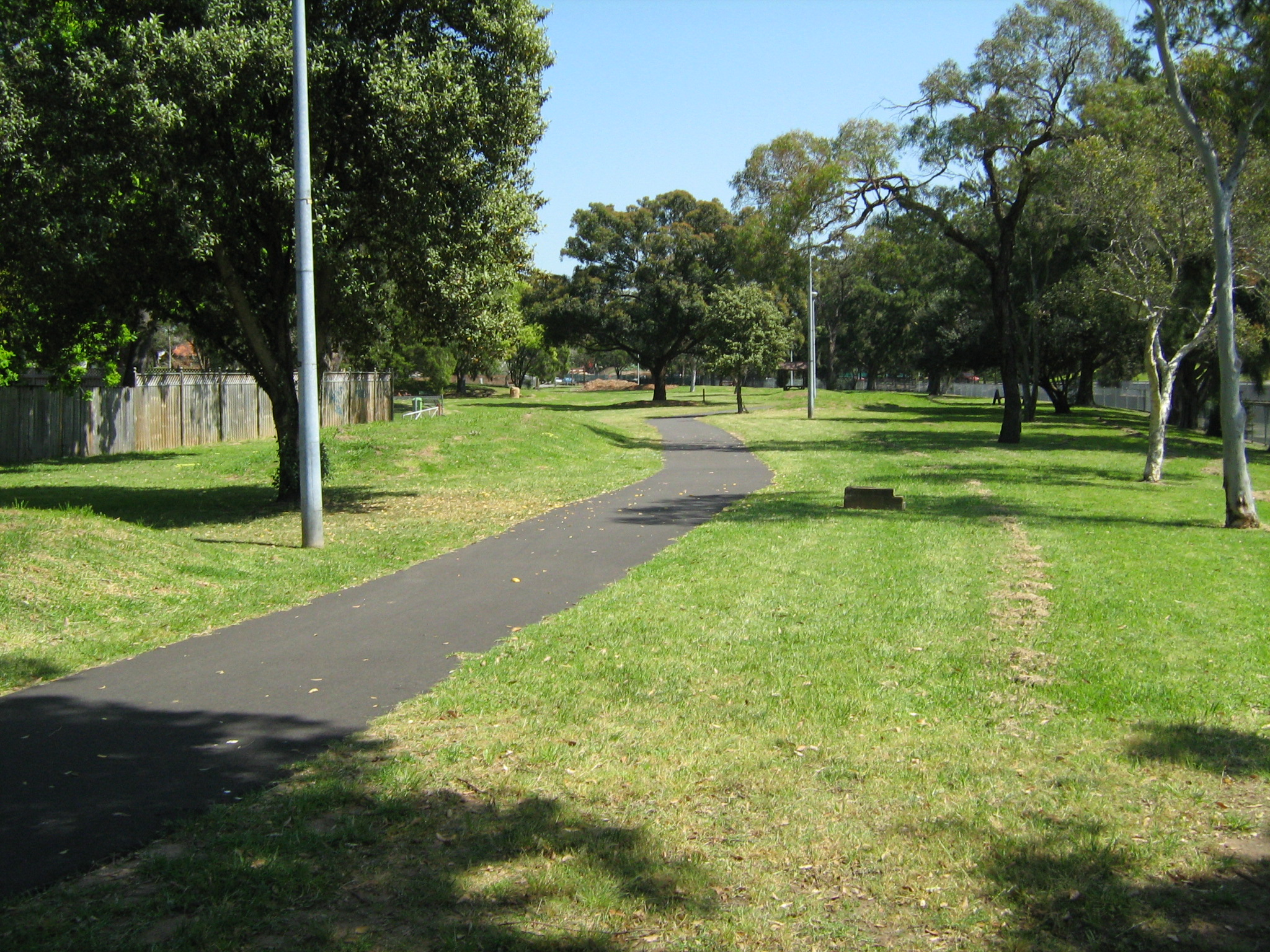